# Burg Untermaubach

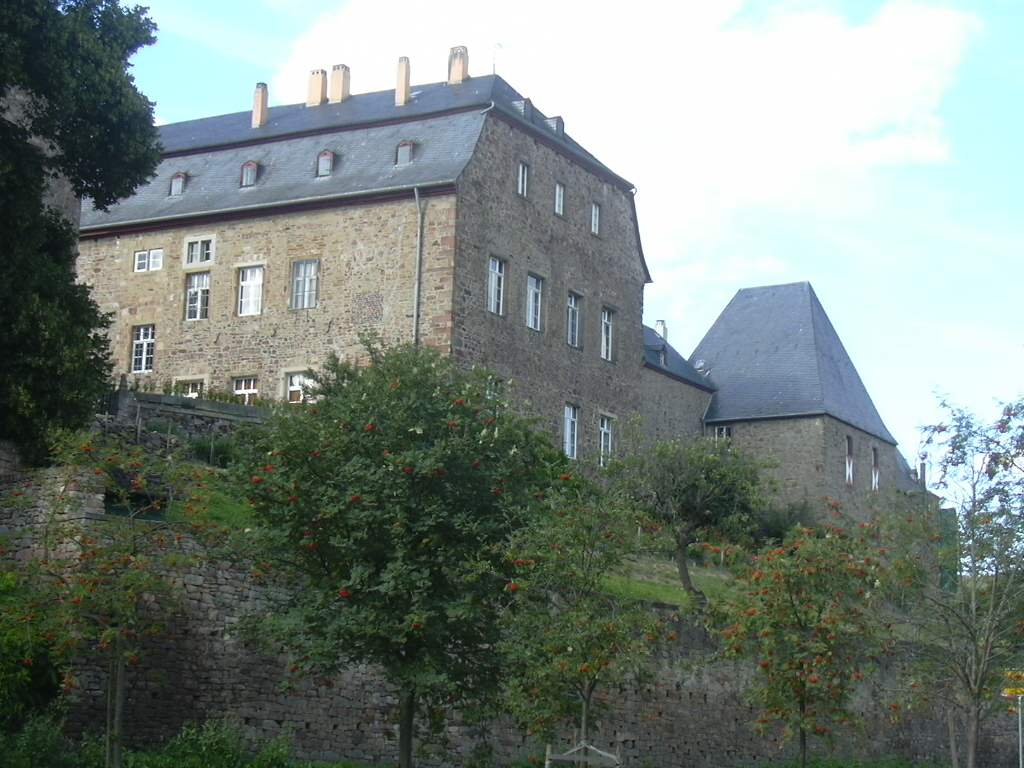
Burg Untermaubach von der Rurseite aus gesehen

Die Burg Untermaubach steht in Untermaubach, einem Ortsteil von Kreuzau, oberhalb der Rur im Kreis Düren, Nordrhein-Westfalen.

## Kurzbeschreibung
Burg Untermaubach ist eine unregelmäßige, polygonale Höhenburg aus Bruchstein. Sie erhebt sich auf 162 m ü. NHN über der Rur und ist bereits von weitem zu sehen.

## Geschichte
Als Gründer der Burg Untermaubach kann Graf Adalbert von Nörvenich, der um die Mitte des 12. Jahrhunderts lebte, angesehen werden. Neben der Grafschaft Nörvenich trug er ebenfalls die alte Grafschaft des „niederen Waldes“, zu der Untermaubach gehörte, zu Lehen. Seit 1153 nannte er sich Graf von Molbach (Maubach). Nach Adalberts Tod 1177 erbte dessen Schwiegersohn Graf Wilhelm II. von Jülich dessen Besitz. Burg Untermaubach wurde jedoch rasch bedeutungslos, da Wilhelm bald nach der Erbschaft mit dem Bau von Burg Nideggen begann, wohin er 1191 die gräfliche Residenz verlegte.
Um 1350 besaß Edmund von Engelsdorf, ein mächtiger Vasall der Jülicher Grafenfamilie, der Herr auf Burg Engelsdorf bei Aldenhoven war, die Burg. Aus dieser Zeit stammen wesentliche Teile der in der Hauptsubstanz gotischen Anlage, wie der Wohnturm. Dieser große, quadratische Quaderbau mit zweieinhalb Meter dicken Mauern bildet heute den westlichen Teil des Herrenhauses.
Um 1399 starb Edmund von Engelsdorf und sein gesamter Besitz, also auch Burg Untermaubach, fiel an seine Tochter Alveradis, die mit Werner von Palant verheiratet war. Nach dessen Tod 1455 erbte Edmund von Palant, der bis 1534 lebte, die Burg. Aus dem 15. Jahrhundert rührt der weitere Ausbau der Anlage. Der Torturm, die Wehrmauer und der runde Gefängnisturm sind Zeuge dieser Zeit.
Edmund von Palant starb kinderlos. Seine drei Schwäger von der Leyen, von Heiden und von Nesselrode erbten den Besitz gemeinsam. 1617 trat die Familie von Heiden, die in der Zwischenzeit alleiniger Besitzer geworden war, die Burg an den Freiherrn Wilhelm von Efferen ab. Zu diesem Zeitpunkt waren die Gebäude in einem schlechten Zustand, die Dächer fehlten teilweise ganz.
Wilhelm von Efferen baute Burg Untermaubach um. Die mittelalterliche Anlage war in militärischer Hinsicht längst überholt, da sie den Pulvergeschützen, die es seit dem 15. Jahrhundert in Europa gab, nicht mehr gewachsen war. Daher brauchte Wilhelm von Efferen bei seinen Baumaßnahmen auf solche Aspekte keine Rücksicht zu nehmen. Die Mauern des Wohnturms wurden durchbrochen, und er wurde nach Osten zu einem Herrenhaus erweitert. Auf diese Weise vergrößerte der Freiherr das Raumangebot und damit den Wohnkomfort.
Wilhelm von Efferens Neffe, der seine Nachfolge als Burgherr antrat, konnte den Besitz nicht halten und verpfändete ihn 1649 an die Familie von Dunckel, die 1653 Eigentümerin wird. Die Familie von Palant bemüht sich unterdessen aufgrund ihrer alten Anrechte um den Wiedererwerb. Dies gelang 1717 Johanna von Kolff, der Witwe des Marsil von Palant.
Das Herrenhaus erhielt anschließend seine jetzige, barocke Gestalt. Das Mansarddach und die einfachen rechteckigen Fenster rühren aus dieser Bauphase. Auch die Wirtschaftsgebäude stammen aus dem 18. Jahrhundert. Mit Johannas Sohn Adolph Wilhelm erlosch diese Linie derer von Palant im Mannesstamm und Adolph Wilhelms Schwager Ferdinand von Spies von Büllesheim erbte die Burg. Sein Enkel Franz Hugo veräußerte den um 1840 teilweise parzellierten Besitz in bürgerliche Hände. Die Brüder Peter und Christian Hassert besaßen Burg Untermaubach längere Zeit, bevor sie Graf Wilderich von Spee 1874 kaufte.
Das Anwesen war damals in einem ruinösen Zustand und wurde von der Familie von Spee, die Burg Untermaubach auch heute noch besitzt, wieder instand gesetzt. Während der Kämpfe im Hürtgenwald im Zweiten Weltkrieg erlitt die Anlage durch Artillerie- und Flugzeugbeschuss schwere Schäden. Bei der Beseitigung der Zerstörungen wurden teilweise die barocken Zutaten, so zum Beispiel am Torturm, entfernt und der gotische Urzustand wiederhergestellt.
Der heutige Burgherr Mariano Graf von Spee wurde 1998 mit dem Rheinischen Denkmalpreis ausgezeichnet.